# Phúc Thọ, Vinh
Phúc Thọ là một xã thuộc thành phố Vinh, tỉnh Nghệ An, Việt Nam.
Xã có diện tích 6,11 km², dân số năm 1999 là 7.497 người, mật độ dân số đạt 1.227 người/km².